# Mikado (Literaturzeitschrift)
Mikado war eine Samisdat-Literaturzeitschrift in Ost-Berlin von 1983 bis 1987.

## Geschichte
1982 gab Uwe Kolbe die Typoskriptsammlung Der Kaiser ist nackt heraus. Daraus entwickelte sich die Zeitschrift Mikado, die er seit 1983 mit Lothar Trolle und Bernd Wagner herausgab. In ihr wurden Texte von jungen DDR-Lyrikern abgedruckt, für die es in dieser Zeit schwer war, eigene Texte in offiziellen DDR-Verlagen erscheinen zu lassen.
Die von der Redaktion ausgewählten Texte wurden von Renate Ziemer, der Assistentin Heiner Müllers, abgetippt und dann im Wachsmatrizenverfahren in etwa 99 Exemplaren vervielfältigt. Diese Anzahl durfte in der DDR von künstlerischen Werken ohne Genehmigungsverfahren gedruckt werden.
1985 wurde Bernd Wagner aus der DDR ausgebürgert. 1987 erschienen die letzten Ausgaben von Mikado. 1988 siedelte auch Uwe Kolbe in die Bundesrepublik über. In diesem Jahre veröffentlichten die drei ehemaligen Herausgeber einen Sammelband mit ausgewählten Texten der Zeitschrift im Luchterhand-Verlag in Darmstadt. 1995 wurde Band 3/1985 von der Berliner Senatsverwaltung neu gedruckt.
Mikado gilt als die wichtigste und künstlerisch hochwertigste unabhängige Literaturzeitschrift in der DDR.

## Autoren (Auswahl)
In Mikado wurden Texte vor allem von jungen Lyrikern abgedruckt.
- Gerd Adloff
- Sascha Anderson
- Thomas Böhme
- Adolf Endler
- Elke Erb
- Stephan Ernst
- Jan Faktor
- Eberhard Häfner
- Reinhard Heinrich
- Wolfgang Hilbig
- Barbara Honigmann
- Bernd Igel
- Jürgen Israel
- Johannes Jansen
- Gabriele Kachold

- Thomas Knauf
- Uwe Kolbe (Lutz Eiffert)
- Günter Kotte
- Katja Lange
- Raja Lubinetzki
- Fritz Mierau
- Detlef Opitz
- Bert Papenfuß
- Lutz Rathenow
- Thomas Rosenlöcher
- Dieter Schulze
- Brigitte Struzyk
- J. A. Tillmann
- Lothar Trolle
- Bernd Wagner
- Erhard Weinholz
- Ulrich Zieger